# Antoni Dembiński (ziemianin)
Antoni Dembiński (Dębiński), hrabia herbu Rawicz (ur. 1844 – zm. 11 listopada 1875) – ziemianin, działacz gospodarczy
Ziemianin, posiadał dobra w pow. bóbreckim oraz Bachów i Stobnicę w pow. przemyskim. Członek Rady Powiatu w Bóbrce (1875). Członek oddziału bóbreckiego (1871-1875) i przemysko-mościsko-jaworowskiego (1870-1875) Galicyjskiego Towarzystwa Gospodarskiego, członek Komitetu GTG (30 czerwca 1871 – 25 czerwca 1872).
Zastrzelony przypadkiem na polowaniu.

## Rodzina
Urodził się w rodzinie ziemiańskiej, syn Eustachego (1802-1878) i Wandy z Bobowskich (1820-1890). Miał rodzeństwo: siostry Laurę i Wandę oraz brata Zdzisława (1851-1891). Ożenił się z Ludwiką Otyldą z Borkowskich (1840-1903) z którą miał córkę Marię (1871-1946) żonę Stanisława Mycielskiego (1864-1933). Pozostałe dzieci Waleria (1869-1873) i Walenty (1870-1875) zmarły w dzieciństwie.